# آنری ژیفار

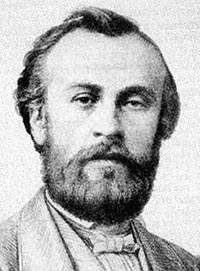

باتیست ژول آنری ژاک ژیفار (به فرانسوی: Baptiste Jules Henri Jacques Giffard) زادهٔ ۸ فوریهٔ ۱۸۲۵، درگذشتهٔ ۱۴ آوریل ۱۸۸۲، یک مهندس فرانسوی اهل پاریس بود. ژیفار در ۱۸۵۲ انژکتور بخار را اختراع کرد و به کشتی هوایی توان حرکت با نیروی بخار را داد. کشتی هوایی او بیش از ۱۸۰ کیلوگرم وزن داشت و نخستین کشتی هوایی در جهان بود که مسافر جابجا می‌کرد.
در ۲۴ سپتامبر ۱۸۵۲ نخستین کشتی هوایی ژیفار توانست مسافت ۲۷ کیلومتر را از پاریس تا الانکور طی کند. در این مسیر باد خیلی شدید بود و به همین دلیل او نتوانست مسیر برگشت را نیز با کشتی هوایی طی کند.

## مرگ
بینایی ژیفار با گذر زمان کم و کمتر می‌شد؛ از این رو وی در سال ۱۸۸۲ تصمیم به خودکشی گرفت. ژیفار خانهٔ خود را وقف ملت کرد تا در کارهای انسان‌دوستانه و علمی به کار گرفته شود.